# Yên Trung, Yên Định
Yên Trung là một xã thuộc huyện Yên Định, tỉnh Thanh Hóa, Việt Nam.
Xã Yên Trung có diện tích 7,32 km², dân số năm 1999 là 6464 người, mật độ dân số đạt 883 người/km².
Yên Trung là xã thuộc vùng trung du bán sơn địa nằm ở phía bắc huyện yên định cách huyện lỵ 12 km chiều dài 6,5 km rộng 3,5 km nằm tọa độ 20°01'12 vĩ bắc, 105°53'37 kinh đông.dt tự nhiên 729,47ha trong đó đất nông nghiệp chiếm 442,33ha, mật độ dân số 891người/km² có 1489 hộ với 6501 khẩu, nam 3185người nữ 3316 người. Nhiệt độ trung bình 23,3 °C